# Choroszczynka
Choroszczynka – wieś w Polsce położona w województwie lubelskim, w powiecie bialskim, w gminie Tuczna.
W latach 1975–1998 miejscowość administracyjnie należała do województwa bialskopodlaskiego.
Wieś jest sołectwem w gminie Tuczna. Według Narodowego Spisu Powszechnego z roku 2011 wieś liczyła 150 mieszkańców.

## Części wsi
| SIMC    | Nazwa   | Rodzaj    |
| ------- | ------- | --------- |
| 0021083 | Folwark | część wsi |
| 1024310 | Grabina | część wsi |
| 1024333 | Hołubka | część wsi |
| 1024735 | Widły   | część wsi |
| 1024793 | Zalaski | część wsi |

## Historia
Miejscowość wzmiankowana w 1570 r. pod nazwą Koroszczonka, następnie nazywana także Choroszczawką. Od XVII w. istniała w niej cerkiew unicka, zamieniona w 1875 na prawosławną, rozebrana podczas akcji polonizacyjno-rewindykacyjnej w 1938. W 1883 r. wieś należała do Józefa Hempla.

## Świątynie i parafia
Miejscowość jest siedzibą rzymskokatolickiej  parafii Ścięcia św. Jana Chrzciciela w Choroszczynce, erygowanej w 1922 r., we wsi znajduje się kościół parafialny zbudowany w 2002 r. Na cmentarzu prawosławnym mieści się cerkiew pod wezwaniem Zmartwychwstania Pańskiego (należąca do parafii w Zahorowie); znajduje się też mogiła żołnierzy Armii Radzieckiej.